# Жоффруа III Бородатый
Жоффруа III Бородатый (фр. Geoffroy III le Barbu; ок. 1040 — 1096/1097) — граф Гатине и сеньор де Шато-Ландон (под именем Жоффруа III или IV) в 1042/1045—1068 годах, граф Анжу (под именем Жоффруа III) и Тура (под именем Жоффруа II) в 1060—1068 годах. Происходил из династии Гатине-Анжу и был старшим сыном Жоффруа II Ферреоля и Ирменгарды (Бланки) Анжуйской, дочери графа Анжу Фулька III Нерры.

## Биография
Хотя некоторые историки XII века, в частности Ордерик Виталий, называют отцом Жоффруа III и его брата Фулька IV графа Гатине Обри, однако это противоречит другим источникам. Согласно «Хронике деяний графов Анжу», написанной около 1100 года монахом одного из монастырей в Анжу по заказу графа Фулька IV, а также составленной во время правления этого же графа «Сент-Обинской генеалогии», отца Жоффруа III и Фулька IV звали Жоффруа. На основании этого историки установили, что отцом Жоффруа III и Фулька IV был граф Гатине Жоффруа II Ферреоль, единоутробный брат графа Обри.
Отец Жоффруа, граф Жоффруа II Ферреоль, умер между 1042 и 1045 годами. В то время Жоффруа III было не больше 5 лет. Его мать Ирменгарда Анжуйская вскоре вышла замуж вторично — за герцога Бургундии Роберта I Старого.
Впервые в источниках Жоффруа упоминается в 1055 году, когда он сделал пожертвование аббатству Мармутье около Тура.
В 1060 году умер граф Анжу Жоффруа II Мартел, брат Ирменгарды Анжуйской, матери Жоффруа III. Поскольку у Жоффруа Мартела не было детей, то его наследниками стали дети его сестры. В результате, Жоффруа III получил обширные владения дяди, включая графства Анжу и Тур. Его младший брат Фульк получил Сентонж и титул сеньора Вильантруа (в Берри). 
Однако Жоффруа III не смог продолжать войну против герцога Нормандии Вильгельма за графство Мэн, которую вёл Жоффруа II Мартелл. Это позволило Вильгельму Нормандскому добиться восстановления в правах графа Мэна Герберта II. При этом Герберт принёс оммаж Вильгельму и обручился с его дочерью. В итоге Мэн вышел из-под влияния графов Анжу. 
Жоффруа после смерти в 1062 году бездетного графа Герберта II попытался вмешаться в спор за его наследство. Перед смертью Герберт завещал графство герцогу Нормандии Вильгельму, но с этим не согласилась мэнская знать, провозгласившая правителями Биоту, тётку покойного графа, и её мужа Готье III, графа Амьена и Вексена. Однако попытка вернуть влияние в Мэне закончилась неудачно: Мэн был завоёван Вильгельмом Нормандским, а Биота и Готье умерли при невыясненных обстоятельствах.
В это же время у Жоффруа III начались конфликты с духовенством. В 1062 году он захватил аббатство Мармутье около Тура, а в 1065 году попытался вмешаться в выборы епископа Ле-Мана, что вызвало конфликт с архиепископом Тура. В итоге, в 1067 году в Туре собрался возглавленный папским легатом синод, отлучивший Жоффруа от церкви.
Этими обстоятельствами воспользовался младший брат Жоффруа Фульк. Ещё в 1062 году он потерял Сентонж, отвоёванный герцогом Аквитании Гильомом VIII, в результате чего у него во владении остался только Вильантруа. В 1067 году Фульк поднял восстание против брата и 25 февраля 1067 года захватил Сомюр. После же того, как Жоффруа был отлучен от церкви, Фульк добился поддержки представителей анжуйской знати, в том числе Жоффруа де Прейли, Рено II де Шато-Гонтье, Жеро де Монтрейля и прево Анжера Роберта. С помощью их предательства он уже 4 апреля захватил Анжер, взяв Жоффруа в плен и заключив его в темницу.
Однако уже на следующий день в городе вспыхнул бунт, в результате которого трое предателей, Жоффруа де Прейли, Рено II де Шато-Гонтье и Жеро де Монтрейль, были убиты, а прево Роберт схвачен и позже тоже убит. Фульк не смог или не захотел помешать этому. Вскоре в спор братьев вмешался папа римский, в результате чего Фульк был вынужден отпустить брата на свободу.
На некоторое время братья примирились, однако уже в 1068 году ссора вспыхнула вновь. В начале апреля этого года братья сошлись в битве около Бриссак-Кенсе, в которой Жоффруа был разбит и попал в плен, после чего Фульк лишил брата владений и заточил его в подземелье замка Шинон.
Чтобы добиться от короля Франции Филиппа I прав на Анжу и Тур, Фульк был вынужден уступить ему родовое владение Гатине, присоединённое к королевскому домену, и признать сюзеренитет графов Блуа на Турень. Жоффруа же, несмотря на попытки короля и графа Блуа Этьена II освободить его, провёл в заточении почти 30 лет. За это время он сошёл с ума.
Умер Жоффруа около 1096/1097 года.

## Брак
Жена: (ранее 1060 года) Жульен де Ланже (умерла после 7 августа 1067), дочь Гамелина II де Ланже и Хельвизы де Мондубло. Брак оказался бездетным.